# Angelique Kerber
Angelique Kerber (Bréma, 1988. január 18. –) német és lengyel állampolgársággal rendelkező, német színekben versenyző hivatásos teniszezőnő, korábbi világelső, háromszoros Grand Slam-bajnok és olimpiai ezüstérmes.
2003–2024 közötti profi pályafutása során három Grand Slam-tornát nyert, a 2016-os Australian Opent és a 2018-as wimbledoni teniszbajnokságot az amerikai  Serena Williams ellen, a 2016-os US Opent pedig a cseh Karolína Plíšková ellen. A 2016-os wimbledoni tornán a döntőig jutott, ekkor azonban alulmaradt Williamsszel szemben. 2016 szeptember 12-én, a US Openen aratott győzelme után világelső lett, és 20 héten keresztül, 2017. január 30-ig állt ezen a helyen, majd 2017. március 20-án ismét a világranglista élére került. 2017. április 24–május 14. között Serena Williams került az első helyre, akitől május 15-én visszavette az elsőséget, és július 16-ig tartotta. Ekkor azonban nem tudta megvédeni az előző évi wimbledoni pontjait, és helyét a világranglista élén a cseh Karolína Plíšková vette át. Összesen 34 héten keresztül állt a világranglista élén.
Tizennégy WTA-tornát nyert egyéniben, ezen kívül tizenegy egyéni és három páros ITF-versenyen diadalmaskodott. A 2016-os riói olimpián döntőbe jutott, ahol azonban vereséget szenvedett a Puerto Ricó-i Mónica Puigtól, és így ezüstérmet szerzett. A 2016-os WTA Finals év végi világbajnokságon a döntőbe jutott, ott azonban vereséget szenvedett a szlovák Dominika Cibulkovától.
2022 augusztusában bejelentette, hogy gyermeket vár, ezért egy ideig nem indul tornákon, de később tervezi visszatérését.
2024-ben jelentette be visszavonulását, utolsó mérkőzését a 2024-es olimpián játszotta.

## Családi háttere
Apja Slawomir, lengyel származású, anyja Beata, német. A németországi Brémában született, Kielben nőtt fel, német színekben versenyez és bár rendelkezik lengyel útlevéllel is, németnek vallja magát. 2012-ben, 24 éves korában költözött Kielből Lengyelországba, a Poznan melletti Puszczykowóba a nagyszülei közelébe. Puszczykowóban található a róla elnevezett teniszcenter, amelyet nagyapja vezet, aki korábban szintén remek teniszező volt.

## Grand Slam-döntői

### Egyéni

#### Győzelmei (3)
| Év   | Torna           | Ellenfél a döntőben | Eredmény a döntőben |
| 2016 | Australian Open | Serena Williams     | 6–4, 3–6, 6–4       |
| 2016 | US Open         | Karolína Plíšková   | 6–3, 4–6, 6–4       |
| 2018 | Wimbledon       | Serena Williams     | 6–3, 6–3            |

#### Elveszített döntői (1)
| Év   | Torna     | Ellenfél a döntőben | Eredmény a döntőben |
| 2016 | Wimbledon | Serena Williams     | 5–7, 3–6            |

## Év végi bajnokság döntői

### Egyéni 1 (0–1)
| Eredmény | Év   | Torna                 | Borítás    | Ellenfél           | Eredmény |
| -------- | ---- | --------------------- | ---------- | ------------------ | -------- |
| Döntős   | 2016 | WTA Finals, Szingapúr | Kemény (f) | Dominika Cibulková | 3–6, 4–6 |

## WTA-döntői

### Egyéni

#### Győzelmei (14)
| Összesítés            |                               |
| Grand Slam-torna (3)  |                               |
| Premier Mandatory (0) | WTA 1000 (mandatory)* (0)     |
| Premier Five (0)      | WTA 1000 (non-mandatory)* (0) |
| Premier (7)           | WTA 500* (0)                  |
| International (2)     | WTA 250* (2)                  |

*2021-től megváltozott a tornák kategóriáinak elnevezése.
|     | Dátum                | Torna                                    | Borítás    | Ellenfél a döntőben | Eredmény a döntőben    | Eredmény a döntőben |
| 1.  | 2012. február 12.    | Open GDF Suez, Párizs                    | Kemény (f) | Marion Bartoli      | 7–6(3), 5–7, 6–3       | (részletek)         |
| 2.  | 2012. április 15.    | e-Boks Open, Koppenhága                  | Kemény (f) | Caroline Wozniacki  | 6–4, 6–4               | (részletek)         |
| 3.  | 2013. október 13.    | Generali Ladies Linz, Linz               | Kemény (f) | Ana Ivanović        | 6–4, 7–6(6)            |                     |
| 4.  | 2015. április 12.    | Family Circle Cup, Charleston            | Salak      | Madison Keys        | 6–2, 4–6, 7–5          |                     |
| 5.  | 2015. április 26.    | Porsche Tennis Grand Prix, Stuttgart     | Salak (f)  | Caroline Wozniacki  | 3–6, 6–1, 7–5          |                     |
| 6.  | 2015. június 21.     | AEGON Classic, Birmingham                | Fű         | Karolína Plíšková   | 6–7(5), 6–3, 7–6(4)    |                     |
| 7.  | 2015. augusztus 9.   | Bank of the West Classic, Stanford       | Kemény     | Karolína Plíšková   | 6–3, 5–7, 6–4          |                     |
| 8.  | 2016. január 30.     | Australian Open, Melbourne               | Kemény     | Serena Williams     | 6–4, 3–6, 6–4          | (részletek)         |
| 9.  | 2016. április 24.    | Porsche Tennis Grand Prix, Stuttgart     | Salak (f)  | Laura Siegemund     | 6–4, 6–0               |                     |
| 10. | 2016. szeptember 10. | US Open, New York                        | Kemény     | Karolína Plíšková   | 6–3, 4–6, 6–4          | (részletek)         |
| 11. | 2018. január 13.     | Apia International Sydney, Sydney        | Kemény     | Ashleigh Barty      | 6–4, 6–4               |                     |
| 12. | 2018. július 14.     | Wimbledoni teniszbajnokság, London       | Fű         | Serena Williams     | 6–3, 6–3               | (részletek)         |
| 13. | 2021. június 26.     | Bad Homburg Open, Bad Homburg            | Fű         | Kateřina Siniaková  | 6–3, 6–2               |                     |
| 14. | 2022. május 21.      | Internationaux de Strasbourg, Strasbourg | Salak      | Kaja Juvan          | 7–6(5), 6–7(0), 7–6(5) |                     |

#### Elveszített döntői (18)
| No. | Dátum                | Helyszín                                          | Borítás    | Ellenfél a döntőben         | Eredmény a döntőben | Eredmény a döntőben |
| 1.  | 2010. február 21.    | Copa Colsanitas, Bogotá                           | Salak      | M. Duque Mariño             | 4–6, 3–6            |                     |
| 2.  | 2012. június 23.     | AEGON International, Eastbourne                   | Fű         | Tamira Paszek               | 7–5, 3–6, 5–7       | (részletek)         |
| 3.  | 2012. augusztus 19.  | Western & Southern Open, Mason                    | Kemény     | Li Na                       | 6–1, 3–6, 1–6       | (részletek)         |
| 4.  | 2013. április 7.     | Monterrey Open, Monterrey                         | Kemény     | Anasztaszija Pavljucsenkova | 6–4, 2–6, 4–6       |                     |
| 5.  | 2013. szeptember 28. | Toray Pan Pacific Open, Tokió                     | Kemény     | Petra Kvitová               | 2–6, 6–0, 3–6       |                     |
| 6.  | 2014. január 10.     | Apia International, Sydney                        | Kemény     | Cvetana Pironkova           | 4–6, 4–6            |                     |
| 7.  | 2014. február 16.    | Qatar Total Open, Doha                            | Kemény     | Simona Halep                | 2–6, 3–6            |                     |
| 8.  | 2014. június 21.     | AEGON International, Eastbourne                   | Fű         | Madison Keys                | 3–6, 6–3, 5–7       |                     |
| 9.  | 2014. augusztus 3.   | Bank of the West Classic, Stanford                | Kemény     | Serena Williams             | 6–7(1), 3–6         |                     |
| 10. | 2015. október 18.    | Hong Kong Open, Hongkong, Kína                    | Kemény     | Jelena Janković             | 6–3, 6–7(4), 1–6    |                     |
| 11. | 2016. január 9.      | Brisbane International, Brisbane                  | Kemény     | Viktorija Azaranka          | 3–6, 1–6            |                     |
| 12. | 2016. július 9.      | Wimbledon, London                                 | Fű         | Serena Williams             | 5–7, 3–6            | (részletek)         |
| 13. | 2016. augusztus 13.  | 2016. évi nyári olimpia, Rio de Janeiro, Brazília | Kemény     | Mónica Puig                 | 4–6, 6–4, 1–6       | (részletek)         |
| 14. | 2016. augusztus 21.  | Cincinnati Open, Cincinnati, Egyesült Államok     | Kemény     | Karolína Plíšková           | 3–6, 1–6            |                     |
| 15. | 2016. október 30.    | WTA Finals, Szingapúr                             | Kemény (f) | Dominika Cibulková          | 3–6, 4–6            | (részletek)         |
| 16. | 2017. április 9.     | Monterrey Open, Monterrey                         | Kemény     | Anasztaszija Pavljucsenkova | 4–6, 6–2, 1–6       |                     |
| 17. | 2019. március 17.    | BNP Paribas Open, Indian Wells                    | Kemény     | Bianca Andreescu            | 4–6, 6–3, 4–6       |                     |
| 18. | 2019. június 29.     | AEGON International, Eastbourne                   | Fű         | Karolína Plíšková           | 1–6, 4–6            |                     |

### Páros

#### Elveszített döntői (2)
| No. | Dátum            | Helyszín                         | Borítás | Partner         | Ellenfél a döntőben                | Eredmény a döntőben |
| 1.  | 2008. június 21. | Ordina Open, ’s-Hertogenbosch    | Fű      | Līga Dekmeijere | Marina Eraković Michaëlla Krajicek | 3–6, 2–6            |
| 2.  | 2016. január 9.  | Brisbane International, Brisbane | Kemény  | Andrea Petković | Martina Hingis Szánija Mirza       | 5–7, 1–6            |

## Eredményei Grand Slam-tornákon

### Egyéniben
| Grand Slam | Australian Open | Australian Open      | Roland Garros | Roland Garros        | Wimbledon     | Wimbledon           | US Open       | US Open              |
| Év         | Eredmény        | Utolsó ellenfél      | Eredmény      | Utolsó ellenfél      | Eredmény      | Utolsó ellenfél     | Eredmény      | Utolsó ellenfél      |
| 2007       | Selejtező       | Selejtező            | 1. kör        | Jelena Gyementyjeva  | 1. kör        | Anna Csakvetadze    | 1. kör        | Serena Williams      |
| 2008       | 2. kör          | Francesca Schiavone  | 1. kör        | Dominika Cibulková   | 1. kör        | Elena Baltacha      | Selejtező (1) | Selejtező (1)        |
| 2009       | 1. kör          | Venus Williams       | Selejtező (2) | Selejtező (2)        | Selejtező (2) | Selejtező (2)       | 2. kör        | MJ Martínez Sánchez  |
| 2010       | 3. kör          | Szvetlana Kuznyecova | 2. kör        | Aravane Rezaï        | 3. kör        | Jarmila Gajdošová   | 1. kör        | Gisela Dulko         |
| 2011       | 1. kör          | Dominika Cibulková   | 1. kör        | Gallovits-Hall Edina | 1. kör        | Laura Robson        | Elődöntő      | Samantha Stosur      |
| 2012       | 3. kör          | Marija Sarapova      | Negyeddöntő   | Sara Errani          | Elődöntő      | Agnieszka Radwańska | 4. kör        | Sara Errani          |
| 2013       | 4. kör          | Jekatyerina Makarova | 4. kör        | Szvetlana Kuznyecova | 2. kör        | Kaia Kanepi         | 4. kör        | Carla Suárez Navarro |
| 2014       | 4. kör          | Flavia Pennetta      | 4. kör        | Eugenie Bouchard     | Negyeddöntő   | Eugenie Bouchard    | 3. kör        | Belinda Bencic       |
| 2015       | 1. kör          | Irina-Camelia Begu   | 3. kör        | Garbiñe Muguruza     | 3. kör        | Garbiñe Muguruza    | 3. kör        | Viktorija Azaranka   |
| 2016       | Győzelem        | Serena Williams      | 1. kör        | Kiki Bertens         | Döntő         | Serena Williams     | Győzelem      | Karolína Plíšková    |
| 2017       | 4. kör          | Coco Vandeweghe      | 1. kör        | J Makarova           | 4. kör        | Garbiñe Muguruza    | 1. kör        | Ószaka Naomi         |
| 2018       | Elődöntő        | Simona Halep         | Negyeddöntő   | Simona Halep         | Győzelem      | Serena Williams     | 3. kör        | Dominika Cibulková   |
| 2019       | 4. kör          | Danielle Collins     | 1. kör        | A Potapova           | 2. kör        | Lauren Davis        | 1. kör        | Kristina Mladenovic  |
| 2020       | 4. kör          | A Pavljucsenkova     | 1. kör        | Kaja Juvan           | elmaradt      | elmaradt            | 4. kör        | Jennifer Brady       |
| 2021       | 1. kör          | Bernarda Pera        | 1. kör        | Anhelina Kalinyina   | Elődöntő      | Ashleigh Barty      | 4. kör        | Leylah Fernandez     |
| 2022       | 1. kör          | Kaia Kanepi          | 3. kör        | A Szasznovics        | 3. kör        | Elise Mertens       | −             | −                    |
| 2023       | −               | −                    | −             | −                    | −             | −                   | −             | −                    |
| 2024       | 1. kör          | Danielle Collins     | 1. kör        | Arantxa Rus          | 1. kör        | Julija Putyinceva   |               |                      |

## Részvételei az év végi bajnokságokon
- NK=nem szerzett kvalifikációt; CSK=csoportkör; ND=negyeddöntő; ED=elődöntő; D=döntő; GY=győztes; ELM=elmaradt.

| Torna      | 2003            | 2004            | 2005            | 2006            | 2007            | 2008            | 2009            | 2010            | 2011            | 2012 | 2013 | 2014 | 2015 | 2016 | 2017 | 2018 | 2019 | 2020 | 2021 | Gy–V |
| ---------- | --------------- | --------------- | --------------- | --------------- | --------------- | --------------- | --------------- | --------------- | --------------- | ---- | ---- | ---- | ---- | ---- | ---- | ---- | ---- | ---- | ---- | ---- |
| WTA Finals | nem kvalifikált | nem kvalifikált | nem kvalifikált | nem kvalifikált | nem kvalifikált | nem kvalifikált | nem kvalifikált | nem kvalifikált | nem kvalifikált | CSK  | CSK  | NK   | CSK  | D    | NK   | CSK  | NK   | ELM  | NK   | 7–10 |

## Év végi világranglista-helyezései
| Év       | 2003 | 2004 | 2005 | 2006 | 2007 | 2008 | 2009 | 2010 | 2011 | 2012 | 2013 | 2014 | 2015 | 2016 | 2017 | 2018 | 2019 | 2020 | 2021 | 2022 | 2023 |
| Helyezés | 433. | 375. | 261. | 214. | 84.  | 108. | 106. | 47.  | 32.  | 5.   | 9.   | 10.  | 9.   | 1.   | 21.  | 2.   | 20.  | 25.  | 16.  | 103. | –    |

## Pénzdíjak
| Év       | GS-győzelem | WTA-győzelem | Megnyert tornák | Pénzdíjazás (US $) |     |
| -------- | ----------- | ------------ | --------------- | ------------------ | --- |
| 2010     | 0           | 0            | 0               | 277 062            | 73. |
| 2011     | 0           | 0            | 0               | 623 529            | 34. |
| 2012     | 0           | 2            | 2               | 1 972 362          | 9.  |
| 2013     | 0           | 1            | 1               | 2 139 358          | 9.  |
| 2014     | 0           | 0            | 0               | 1 862 585          | 15. |
| 2015     | 0           | 4            | 4               | 1 350 417          | 14. |
| 2016     | 2           | 1            | 3               | 10 136 615         | 1.  |
| 2017     | 0           | 0            | 0               | 2 148 695          | 16. |
| 2018     | 1           | 1            | 2               | 5 686 362          | 5.  |
| 2019     | 0           | 0            | 0               | 2 137 816          | 15. |
| 2020     | 0           | 0            | 0               | 559 321            | 35. |
| 2021     | 0           | 1            | 1               | 1 473 946          | 16. |
| Karrier* | 3           | 10           | 13              | 31 327 924         | 8.  |

- A 2021. november 25-ei állapot szerint.

## Díjai, elismerései
- Bambi-díj sport kategória (2016)[8]
- Az év teniszezőnője (a WTA díja (2016)[9]
- Az év sportolója (Németország) (2016)[10]
- ITF-világbajnok (2016)[11]
- WTA Diamond Aces díj (2017)[12]
- Az év sportolója (Németország) (2018)[13]